# Afrogarypus plumatus
Afrogarypus plumatus är en spindeldjursart som först beskrevs av Volker Mahnert 1982.  Afrogarypus plumatus ingår i släktet Afrogarypus och familjen Geogarypidae. Inga underarter finns listade i Catalogue of Life.